# Dermot Healy
Dermot Healy (* 18. Juli 1947 in Finnea, County Westmeath; † 29. Juni 2014 in Ballyconnell, County Sligo) war ein irischer Autor von Lyrik, Kurzgeschichten, Dramen und Romanen.

## Leben
Dermot Healy wuchs als Sohn eines Polizisten auf und wurde mit 15 Jahren von der Schule verwiesen, weil er sich zu einem Pop-Konzert geschlichen hatte. Er ging als Jugendlicher nach London, wo er sich mit Gelegenheitsjobs durchschlug. Seine Rückkehr in die normale Bildungswelt zum University College Dublin scheiterte und es folgten weitere 15 miserable Jahre in London. Seine Londoner Zeit verarbeitete er im 1999 erschienenen Roman Sudden Times. Nach dem Erscheinen seines ersten Erzählbandes im Jahr 1982 kehrte Healy nach Irland zurück und ließ sich im County Sligo nieder, wo er in Ballyconnell mit der Autorin Leland Bardwell und dem Maler Sean McSweeney Teil einer Künstlergemeinschaft war.
Healy hat neben Lyrik und Prosaliteratur neun Theaterstücke geschrieben. Sein Stück Women to the Left, Men to the Right wurde 2001 im irischen Nationaltheater Abbey Theatre in Dublin aufgeführt und 2002 bei RTÉ Radio gesendet. Er selbst spielte kleinere Rollen in Spielfilmen, so in The Guard (2011), Mapmaker (2001), I Could Read the Sky (1999), Der Schlächterbursche  (Butcher Boy, 1997) und er schrieb das Drehbuch zu zwei Kurzfilmen.
In Irland wurde er 1986 Mitglied der Künstlervereinigung Aosdána und war in deren Vorstand Toscaireacht von 1999 bis 2002 und 2011 bis 2012 tätig. Von den Autoren Anne Enright, Roddy Doyle und Patrick McCabe wurde er als Vorbild gesehen. Für seine Geschichtensammlung Banished Misfortune erhielt er den „Hennessy Literary Award“ und den „Tom Gallon Award“. Für seinen zweiten Roman, Der Lachsfischer, erhielt er den „Encore Award“.

## Werke (Auswahl)
- Long Time, No See. Faber and Faber, 2011[6]
- A Fool’s Errand. Langgedicht. Loughcrew, Oldcastle, County Meath, Gallery Press, Ireland 2010
- The Reed Bed. Gedichte. Loughcrew, Oldcastle, County Meath, Gallery Press, Ireland 2001
- Sudden Times. The Harvill Press, London 1999
  - Jähe Zeiten. Roman. Übers.: Hans-Christian Oeser. Hoffmann und Campe, Hamburg 2001
- After the off. Kurzgeschichte. Mit Fotografien von Bruce Gilden. Dewi Lewis, Stockport 1999.
- What the Hammer. Gedichte. Oldcastle, Co. Meath, Gallery Press, Ireland 1998
- The Bend for Home. Autobiografie. Harvill, 1996
  - Die schöne Welt der Lügen. Irische Memoiren. Aus dem Engl. von Hans-Christian Oeser. Hoffmann und Campe, Hamburg 2004
- A Goat’s Song. Collins Harvill, London 1994
  - Der Lachsfischer. Roman. Aus dem Engl. von Brigitte Walitzek. Hoffmann und Campe, Hamburg 2000
- Neighbours’ Lights. Kurzgeschichte. Turret Bookshop, 1992
- The Ballyconnel Colours. Gedichte. Loughcrew, Oldcastle, County Meath, Gallery Press, Ireland 1992
- Fighting with shadows, or, Sciamachy. London, Allison & Busby, 1984
- Banished Misfortune, and other stories. Kurzgeschichten. London, Allison & Busby, 1982

### Theaterstücke
- Here and There and Going to America. 1985
- The Long Swim. 1988
- On Broken Wings. 1992
- Last Nights of Fun. 1994
- Boxes. 1998
- Mister Staines. 1999
- Women to the Left, Men to the Right. 2001
- Metagama. 2005
- A night at the Disco. 2006
- Where are We?. 2012